# 1890年鐵路
此條目列出1890年發生有關鐵路運輸的事件。

## 事件

### 2月

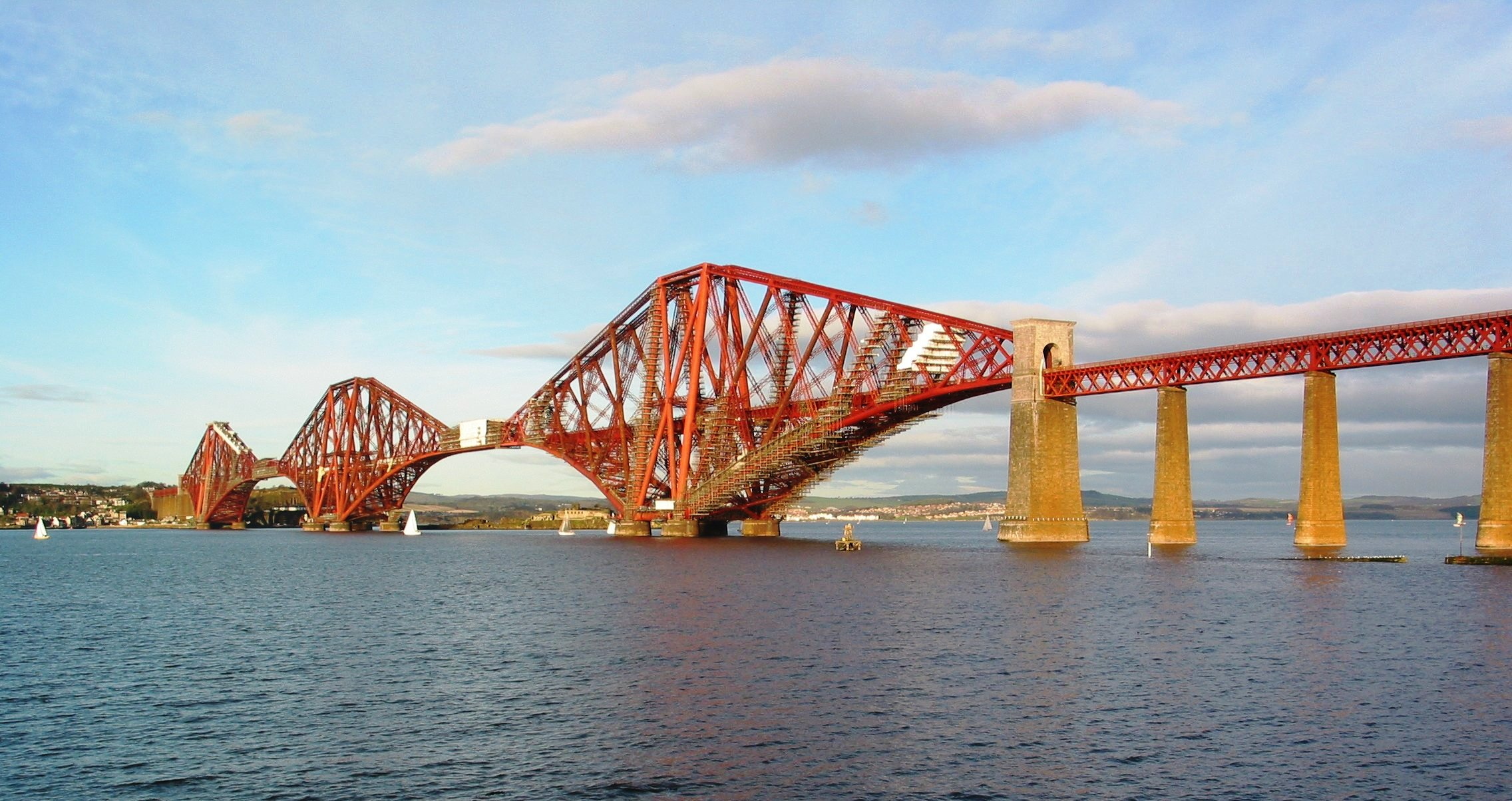
福斯橋

- 2月22日：克里夫蘭、辛辛那提、芝加哥及聖路易斯鐵路（英语：Cleveland, Cincinnati, Chicago and St. Louis Railway）（又稱四大鐵路）取得南伊利諾伊州皮奧利亞及東方鐵路（英语：Peoria and Eastern Railway）控制權[1]。

### 3月
- 3月4日：跨過福斯灣的福斯橋通車，其合約者威廉·阿羅爾（英语：William Arrol）獲封為爵士[2]。

### 5月
- 5月20日：武塔赫河谷鐵路（英语：Wutach Valley Railway）通車，德國境內的列車不再需要跨過瑞士的邊界。

### 11月

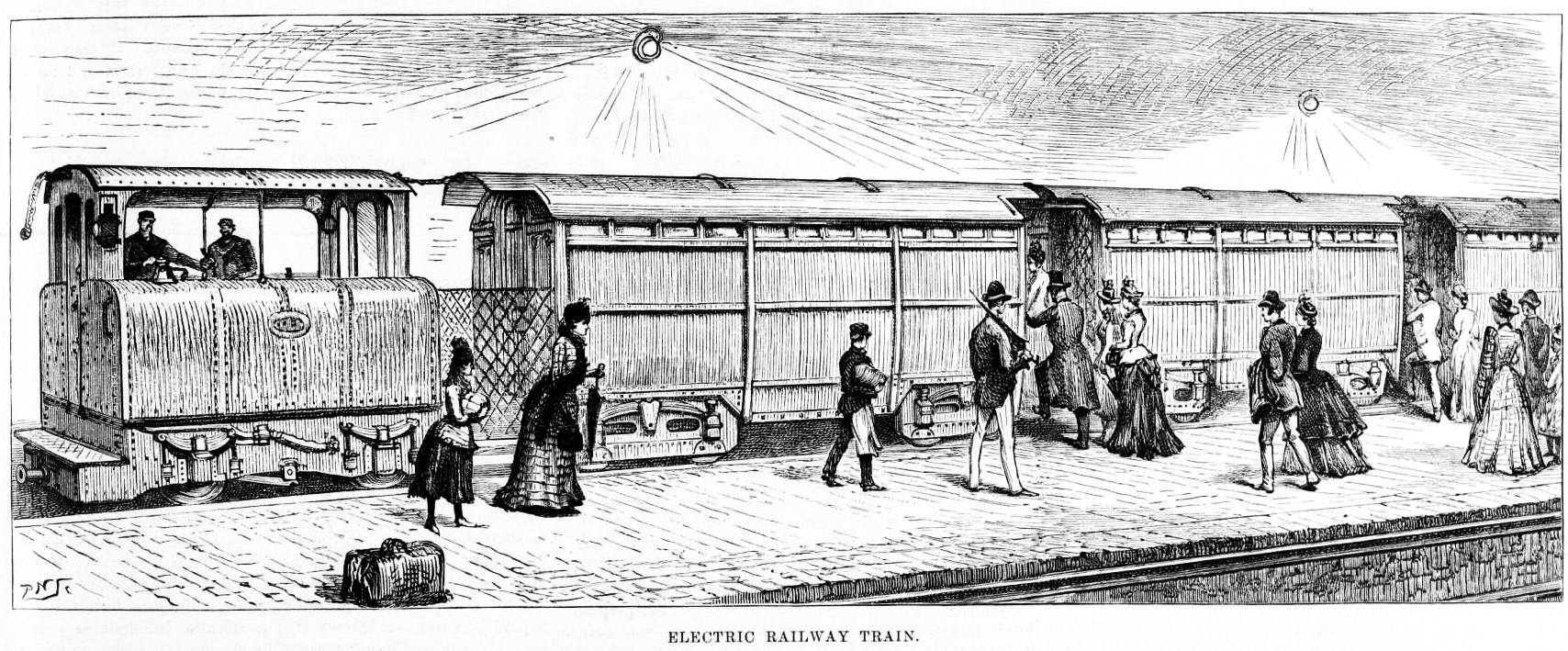
根據1890年倫敦新聞畫報顯示的城市及南倫敦鐵路列車

- 11月4日：城市及南倫敦鐵路通車，來往斯托克韋爾站至威廉國王街站（英语：King William Street tube station），是倫敦地鐵北線最早出現的部分，也是世界上第一條深層電氣化鐵路[3]。
- 11月26日：水戶線開行貨運列車。